# Callan Mulvey
Callan Francis Mulvey (Auckland, 23 de febrero de 1975) es un actor australiano, conocido por haber interpretado a Bogdan Drazic en la serie australiana Heartbreak High.

## Biografía
Callan nació en Auckland, Nueva Zelanda y a los 8 años se mudó con su familia a Sídney en Australia. Tiene un hermano, James y una hermana, Aroha "Aree" Mulvey; tiene un tatuaje celta en el tobillo, que significa sabiduría, corazón, espíritu y alma. 
Asistió al Beacon Hill High School (junto al actor Jon Pollard y la actriz Alexandra Brunning ambos compañeros de la serie "Heartbreak High"). 
En 2003 resultó gravemente herido en un accidente de coche, donde quedó atrapado casi una hora hasta que pudieron liberarlo. Durante el accidente se lastimó la mitad del rostro, se fracturó la rodilla izquierda y el tobillo y perdió la visión en un ojo. Después de someterse a cirugía Callan tuvo una excelente recuperación.
Callan es muy buen amigo de Jon Pollard.
En 1997 comenzó a salir con la actriz australiana Lara Cox, sin embargo la relación terminó en 2000.
En julio de 2010 se anunció que Callan se había comprometido con su novia Rachel Thomas, una maestra, la pareja se conoció en 2002 cuando Callan se mudó a Byron Bay. Callan y Rachel se casaron en diciembre del mismo año, Callan es padrastro de Charlie el hijo de Rachel.

## Trayectoria
Su primer éxito en televisión lo obtuvo en 1996 cuando se unió a la serie Heartbreak High, donde interpretó a Bodgan Drazic, uno de los personajes principales, durante tres años. 
De 1999 a 2001 apareció como actor invitado en las series australianas All Saints, Pizza, Rubicon, Head Star y en la serie americana Beastmaster. En 2004 obtuvo su primer papel principal en la película Thunderstruck. 
En 2006 se unió al elenco recurrente de la popular serie australiana Home and Away donde interpretó a Johnny Cooper hasta 2008, luego de que su personaje fuera asesinado por Samantha Tolhurst.
En 2007 apareció en tres episodios de la exitosa serie australiana Mcleod's Daughters, donde interpretó a Mitch Wahlberg, un antiguo compañero de Riley en el ejército e interés romántico de Kate. Ese mismo año apareció como invitado en la serie Sea Patrol.
En 2008 apareció en cinco episodios de la primera temporada de la serie Underbelly, donde interpretó al traficante de drogas Mark Moran.
En 2008 se unió al elenco principal de la serie policíaca Rush donde interpretó al sargento Brendan Joshua, la mano derecha del sargento Lawson (Rodger Corser), hasta el final de la serie en 2011; por su actuación Callan fue nominado a los Logie Awards en 2009 y al prestigioso premio del Australian Film Institute.
En 2011 apareció como invitado en la serie SLiDE donde dio vida a Bailey. Ese mismo año apareció en la película dramática The Hunter.
En 2012 apareció en la miniserie Bikie Wars: Brothers in Arms donde interpretó al motociclista Anthony "Snodgrass/Snoddy" Spencer, el presidente de la banda "Los Bandidos". La miniserie se basó en la masacre de Milperra ocurrida el día del padre en 1984 en Australia.
En 2014 apareció en la película 300: Rise of an Empire donde interpretó al guerrero Scyllias. También apareció en la película norteamericana Captain America: The Winter Soldier donde interpretó a Jack Rollins, la película es la segunda parte de Capitán América: el primer vengador protagonizada por Chris Evans.
En 2016 se unió al elenco de la película Batman v Superman: Dawn of Justice donde interpretó a Anatoli Knyazev más conocido como KGBeast, un enemigo de Batman. Ese mismo año se unió al elenco principal de la tercera temporada de la serie Power, donde da vida a Dean.

## Filmografía

### Películas

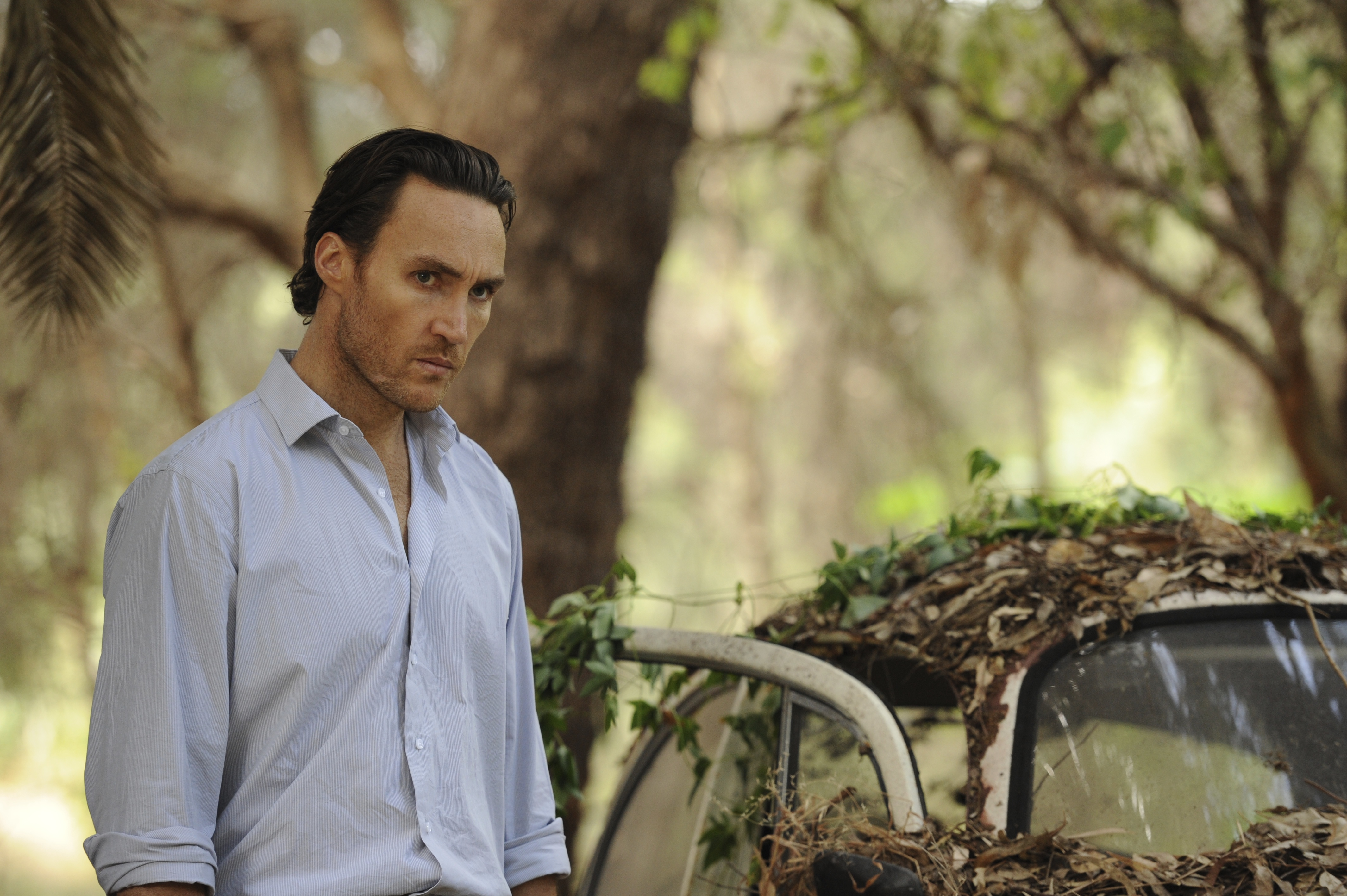
Callan durante una de las escenas de la película The Turning en el 2013.

| Año  | Título                              | Personaje       | Notas                                                                                                   |
| ---- | ----------------------------------- | --------------- | --- |
| 2019 | Avengers: Endgame                   | Jack Rollins    | Cameo                                                                                                   |
| 2018 | Outlaw King                         | John III Comyn  | junto a Chris Pine, Aaron Johnson, Florence Pugh, Tony Curran, Stephen Dillane y Billy Howle            |
| 2017 | Desolate                            | Van             | junto a Sibylla Deen, Juston Street, Tyson Ritter, James Russo y Will Brittain                          |
| 2017 | Bleeding Steel                      | Harper          | junto a Jackie Chan, Tess Haubrich, Show Lo y Nana Ou-Yang                                              |
| 2016 | Beyond Skyline                      | Harper          | junto a Frank Grillo, Bojana Novakovic, Iko Uwais y Yayan Ruhian                                        |
| 2016 | Delirium                            | Alex            | junto a Genesis Rodriguez, Topher Grace, Patricia Clarkson y Robin Thomas                               |
| 2016 | Warcraft                            | Guerrero        | junto a Travis Fimmel, Toby Kebbell, Dominic Cooper, Rob Kazinsky, Paula Patton, Daniel Wu y Ben Foster |
| 2016 | Batman v Superman: Dawn of Justice  | Anatoli Knyazev | junto a Henry Cavill, Ben Affleck, Jeremy Irons, Jesse Eisenberg y Holly Hunter                         |
| 2015 | Home                                | Alex            | junto a Genesis Rodriguez, Topher Grace, Patricia Clarkson, Robin Thomas Grossman y Cody Sullivan       |
| 2014 | Kill Me Three Times                 | Jack            | junto a Teresa Palmer, Simon Pegg, Alice Braga, Sullivan Stapleton, Bryan Brown y Luke Hemsworth        |
| 2014 | Miss Meadows                        | Skylar          | junto a Katie Holmes, James Badge Dale, James Landry Hébert y Ava Kolker                                |
| 2014 | Captain America: The Winter Soldier | Jack Rollins    | junto a Chris Evans, Samuel L. Jackson, Scarlett Johansson, Cobie Smulders y Robert Redford             |
| 2014 | 300: Rise of an Empire              | Scyllias        | junto a Sullivan Stapleton, Eva Green, Rodrigo Santoro, Jamie Blackley y Andrew Pleavin                 |
| 2013 | The Turning                         | -               | junto a Hugo Weaving, Rose Byrne, Miranda Otto, Susie Porter, Robyn Nevin y Harrison Gilbertson         |
| 2012 | La noche más oscura                 | Saber           | junto a Mark Strong, Jessica Chastain, Joel Edgerton, Chris Pratt, Jennifer Ehle y Édgar Ramírez        |
| 2011 | The Hunter                          | Rival           | junto a Willem Dafoe, Sam Neill, Jacek Koman, Dan Wyllie y Frances O'Connor                             |
| 2008 | Glass                               | John            | corto - junto a Lara Cox y Tai Nguyen                                                                   |
| 2004 | Thunderstruck                       | Sam             | junto a Sam Worthington, Ryan Johnson, Roy Billing, Stephen Curry y Damon Gameau                        |
| 2001 | The Finder                          | Sam Natoli      | junto a Simon Westaway, Anja Coleby, Allison Cratchley, Rob Carlton y Lani John Tupu                    |
| 2001 | Code Red                            | Cage Sorrentino | junto a Brian McNamara y Marjean Holden                                                                 |

### Series de televisión
| Año             | Título                       | Personaje                  | Notas                       |
| --------------- | ---------------------------- | -------------------------- | --------------------------- |
| 2016 - presente | Power                        | Dean / Milan               | 10 episodios                |
| 2012            | Bikie Wars: Brothers in Arms | Anthony "Snoddy" Spencer   | 6 episodios - miniserie     |
| 2008 - 2011     | Rush                         | Sgt. Brendan "Josh" Joshua | 70 episodios                |
| 2011            | SLiDE                        | Bailey                     | episodio # 1.10             |
| 2006 - 2008     | Home and Away                | Johnny Cooper              | 33 episodios                |
| 2008            | Underbelly                   | Mark Moran                 | 5 episodios                 |
| 2007            | Sea Patrol                   | Horst Wenders              | episodio "Chinese Whispers" |
| 2007            | Mcleod's Daughters           | Mitch Wahlberg             | 3 episodios                 |
| 2001            | Head Star                    | Rodney "Rod" Hunter        | 5 episodios                 |
| 2001            | BeastMaster                  | Rikko                      | episodio "Mydoro"           |
| 2000            | Pizza                        | Dave                       | 2 episodios                 |
| 1999            | All Saints                   | Stewie Holder              | episodio "Judgement Day"    |
| 1996 - 1999     | Heartbreak High              | Bogdan Drazic              | 111 episodios               |

## Premios y nominaciones
| Año  | Categoría                                | Premio             | Serie           | Resultado |
| ---- | ---------------------------------------- | ------------------ | --------------- | --------- |
| 2011 | Most Popular Actor                       | Silver Logie Award | Rush            | Nominado  |
| 2009 | Most Outstanding Actor in a Drama Series | Silver Logie Award | Rush            | Nominado  |
| 2008 | Best Lead Actor in a Television Drama    | AFI Award          | Rush            | Nominado  |
| 1998 | Most Popular New Talent                  | Logie Award        | Heartbreak High | Nominado  |